# Воображариум доктора Парнаса
«Воображариум до́ктора Парна́са» (англ. The Imaginarium of Doctor Parnassus) — фэнтези-фильм режиссёра Терри Гиллиама. Сюжет представляет собой притчу о волшебнике, который заключил сделку с дьяволом и пытается разорвать её. Премьера состоялась на 62-м Каннском кинофестивале в рамках программы «Двухнедельник режиссёров».
Роль Тони Шепарда стала последней для австралийского актёра Хита Леджера.

## Сюжет
По миру странствует Доктор Парнас и его аттракцион: любой желающий, пройдя сквозь волшебное зеркало, оказывается в мире своих фантазий. Благословлённый даром раскрепощать и многократно усиливать воображение других людей, временно превращая их фантазии в реальность, Доктор Парнас несёт проклятие мрачного секрета. Давным-давно он заключил пари со стражем мрака высшего ранга, неким мистером Ником, и выиграл бессмертие. Много столетий спустя Доктор Парнас встретил истинную любовь и заключил новую сделку с ним — обменял бессмертие на юность, но с одним условием. Все его дети по достижении шестнадцати лет должны стать собственностью мистера Ника. Валентина — дочь главного героя — скоро достигнет шестнадцатилетия, и Доктор Парнас всячески старается уберечь её от неизбежной участи. Мистер Ник приходит за Валентиной, но, всегда готовый к новому пари, он договаривается о новой ставке. Теперь победителем станет тот, кто первым соблазнит и пленит пять душ. Доктор Парнас ищет союзников, даже собирается обещать руку дочери тому, кто поможет ему обставить стража мрака. Ему предстоит преодолеть множество сюрреалистических препятствий и раз и навсегда исправить все ошибки прошлого, чтобы спасти свою Валентину. На этом пути ему помогают, а иногда и мешают члены группы — строгий и практичный карлик по имени Перси, симпатичный паренёк Антон и таинственный незнакомец Тони.

## В ролях
- Хит Леджер — Тони Шепард, таинственный незнакомец, присоединяющийся к труппе бродячего цирка. Последняя роль актёра. Леджер умер до окончания съёмок, и роль Тони за него доиграли три актёра — Джонни Депп, Колин Фаррелл и Джуд Лоу.
- Кристофер Пламмер — доктор Парнас, тысячелетний предводитель труппы.
- Эндрю Гарфилд — Антон, член труппы бродячего цирка.
- Верн Тройер — карлик Перси.
- Лили Коул — Валентина, дочь доктора Парнаса.
- Том Уэйтс — мистер Ник, страж мрака высшего ранга.
- Петер Стормаре — президент Вселенной.
- Палома Фейт — Салли, девушка из паба.
- Эмиль Хостина — Серж.
- Майкл Эклунд — ассистент Шепарда.

## Производство
Режиссёр Терри Гиллиам и сценарист Чарльз Маккеоун совместно написали сценарий «Воображариума доктора Парнаса». Гиллиам описывал сюжет картины, как «забавную и юмористическую историю о последствиях нашего личного выбора в жизни». Прототипом персонажа Тони стал бывший премьер-министр Великобритании, Тони Блэр.
Гиллиам неоднократно заявлял в интервью, что персонаж Парнаса во многом автобиографичен и его арка - это рассказ о стареющем человеке с ярким воображением в мире, который больше его не слушает.  
Все ещё пребывая в депрессии из-за своего последнего несостоявшегося проекта, «Человек, который убил Дон Кихота», из-за постоянной борьбы со студийной системой, а также осознавая свой преклонный возраст, режиссёр беспокоился о том, что у него мало времени. Он оставил ряд отсылок на внезапную, трагическую и преждевременную смерть в своем сценарии. Гиллиам хотел поднять вопрос скоротечности жизни, но после выхода фильма многие затронутые темы были восприняты зрителями как отсылки на судьбу Хита Леджера.

## Прокат
Выход фильма в Австрии, Польше и США состоялся 8 января 2010 года, в Перу, России и Сингапуре — 28 января 2010 года, в Боливии, Португалии и Словакии — 25 марта 2010 года.

## Оценки

### Оценки критиков
По данным сайта агрегатора Rotten Tomatoes фильм имеет рейтинг 64%, на основе 196 рецензий критиков со средней оценкой 6 из 10. Критический консенсус сайта гласит: «Терри Гиллиам остаётся в своей работе таким же снисходительным, как всегда, но «Воображариум доктора Парнаса» представляет собой возвращение к невероятно творческой, мрачной, потрясающей силе его более ранних работ с замечательной игрой актёров, соответствующей визуальному ряду». 
На сайте Metacritic средняя оценка картины составляет 65 баллов из 100, на основании 30 отзывов, что указывает на «в целом положительные отзывы».

## Награды и номинации
- 2010 — две номинации на премию «Оскар»: лучшая работа художников (Дэвид Уоррен, Анастасия Масаро, Кэролайн Смит), лучшие костюмы (Моник Прюдом)[8]
- 2010 — две номинации на премию «Сатурн»: лучший международный фильм, лучший грим (Сара Монзани)[9]
- 2010 — две номинации на премию Британской киноакадемии: лучший грим и прически (Сара Монзани), лучшая работа художников (Дэвид Уоррен, Анастасия Масаро, Кэролайн Смит)

## Факты
- Российские критики также переводят название как «Имаджинариум доктора Парнассуса»[10][11].
- В фильме есть ряд печальных совпадений: героя Хита Леджера в начале фильма находят повешенным под мостом, в сценарии (написанном задолго до смерти Хита) была строчка, которую Кристофер Пламмер не хотел произносить после его смерти: «В мире полно историй — комедий, мелодрам… и историй непредвиденной смерти», а в другой сцене Джонни Депп произносит длинную речь, очень похожую на надгробный панегирик в честь Хита[12].
- Джонни Депп, Джуд Лоу и Колин Фаррелл отказались от своих гонораров за участие в съёмках в пользу единственной дочери Хита Леджера — Матильды[13].
- Изначально предполагалось, что роль Тони сыграет Том Круз, было даже заключено предварительное соглашение с агентом актёра, однако Гиллиам выбрал именно Леджера — после смерти Хита Том Круз предложил свою кандидатуру на роль Тони, однако вновь получил отказ. Помимо Тома Круза на роль претендовали Хью Джекман и Кристиан Бейл[14].
- Многие моменты и диалоги в фильме — импровизация актёров[15].
- В действительности трубка в дыхательном горле не способна спасти от смерти при повешении, так как даже при устранении возможности удушья смерть наступит от сдавливания сонной артерии и нервов[16].